# Globulariopsis montana
Globulariopsis montana är en flenörtsväxtart som beskrevs av O.M. Hilliard. Globulariopsis montana ingår i släktet Globulariopsis och familjen flenörtsväxter. Inga underarter finns listade i Catalogue of Life.